# Arnebia paucisetosa
Arnebia paucisetosa là loài thực vật có hoa trong họ Mồ hôi. Loài này được A.D.Li mô tả khoa học đầu tiên năm 1982.